# Arthur Eugène Picard
Pour les articles homonymes, voir Picard (homonymie).
Arthur Eugène Picard dit Arthur Eugène Picard d'Ambésys, né le 8 juillet 1825 à Paris et mort le 17 novembre 1898 à Toulouse,  est un avocat et homme politique français. Il est député des Basses-Alpes (1876-1885) et le frère cadet d'Ernest Picard (1821-1877).

## Biographie

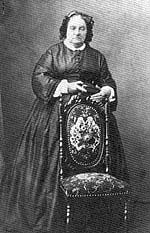
Louise Galathée Cougouilhe, mère d'Arthur Eugène.

Arthur Eugène Picard dit Arthur Eugène Picard d'Ambésys est le fils cadet d'André-Louis Picard (1780-1845), négociant et banquier, et de Louise Galathée Cougouilhe (1802-1876). Son frère aîné, Ernest Picard, également homme politique, est notamment ministre des Finances et de l'Intérieur.  
Il épouse Odette de Cortade. Il est le beau-frère de Sophie Liouville (1839-1923), sœur de Henri Liouville et tante de Jacques Liouville.

## Carrière
Arthur Eugène Picard d'Ambésys entame sous l'Empire une carrière préfectorale, il est nommé sous-préfet, mais démissionne (1859). Rédacteur en chef du journal L'Électeur libre, il parvient après deux échecs (en 1869 et en 1871) à se faire élire député des Basses-Alpes (1876-1885). Siégeant au centre gauche, il est en mai 1877, l'un des 363 opposants au gouvernement De Broglie. 
Il meurt à Toulouse le 17 novembre 1898, et est inhumé au Père-Lachaise (division 8), à Paris.

## Sources
- « Arthur Eugène Picard », dans Adolphe Robert et Gaston Cougny, Dictionnaire des parlementaires français, Edgar Bourloton, 1889-1891 [détail de l’édition]